# Broeckina
Broeckina, en ocasiones erróneamente denominado Broekina, es un género de foraminífero bentónico de la familia Meandropsinidae, de la superfamilia Soritoidea, del suborden Miliolina y del orden Miliolida. Su especie tipo es Cyclolina dufrenoyi. Su rango cronoestratigráfico abarca desde el Cenomaniense hasta el Maastrichtiense (Cretácico superior).

## Discusión
Clasificaciones más modernas incluyen Broeckina en la Familia Soritidae.

## Clasificación
Broeckina incluye a las siguientes especies:
- Broeckina alaouitensis †
- Broeckina discoidea †
- Broeckina dufrenoyi †

Otra especie considerada en Broeckina es:
- Broeckina orbitolitoides †, aceptado como Parasorites orbitolitoides †

En Broeckina se ha considerado el siguiente subgénero:
- Broeckina (Pastrikella), aceptado como género Pastrikella